# Серьогін Юрій Іванович
Серьо́гін Ю́рій Іва́нович  (нар. 24 квітня 1946, Львів) — архітектор, керівник архітектурного бюро «Ю. Серьогін» у Києві. Член Національної спілки архітекторів України. Лауреат Державної премії України в галузі архітектури (2000, 2007).

## Біографічні відомості
Народився в сім'ї військовослужбовця. У 1965–1969 роках учився на архітектурному факультеті Львівського політехнічного інституту. Після закінчення вишу працював у проектному інституті «Діпроміст» (в майстерні з проектування спортивних споруд), пізніше — в інституті «Укркурортпроект».
Творчий керівник ПТАМ «Ю. Серьогін» з 1991 року.
Змолоду захоплюється різними видами спорту. Майстер спорту СРСР зі стрибків у воду.

## Споруди
- Освітлювальні мачти стадіону «Динамо» (1978—1979).
- Музична естрада у Першотравневому парку (нині Міський сад) у Києві (1981—1982).
- Житловий будинок по Бехтеревському провулку, 14 у Києві (1995—1998, у співавторстві).
- Житловий будинок на вулиці Павлівській, 18 у Києві (1998—2001).
- Житловий комплекс на Провіантській вулиці, 3 у Києві (1999—2003).
- Житловий будинок по вулиці Євгена Коновальця, 36-в у Києві (2000—2004).
- Фізкультурно-спортивний комплекс «Олімп» у м. Южний Одеської обл. (2001—2004).
- Стадіон «Дніпро-Арена» у Дніпропетровську (2004—2007).
- Торговельно-офісний центр «Європа-Плаза» біля площі Перемоги у Києві (2005—2007).
- Житловий комплекс «Альпійський» у Протасовому Ярі в Києві (2005—2008).
- Курортний готель у Трускавці (2005—2011).
- Участь у проектних роботах до реконструкції НСК «Олімпійський».

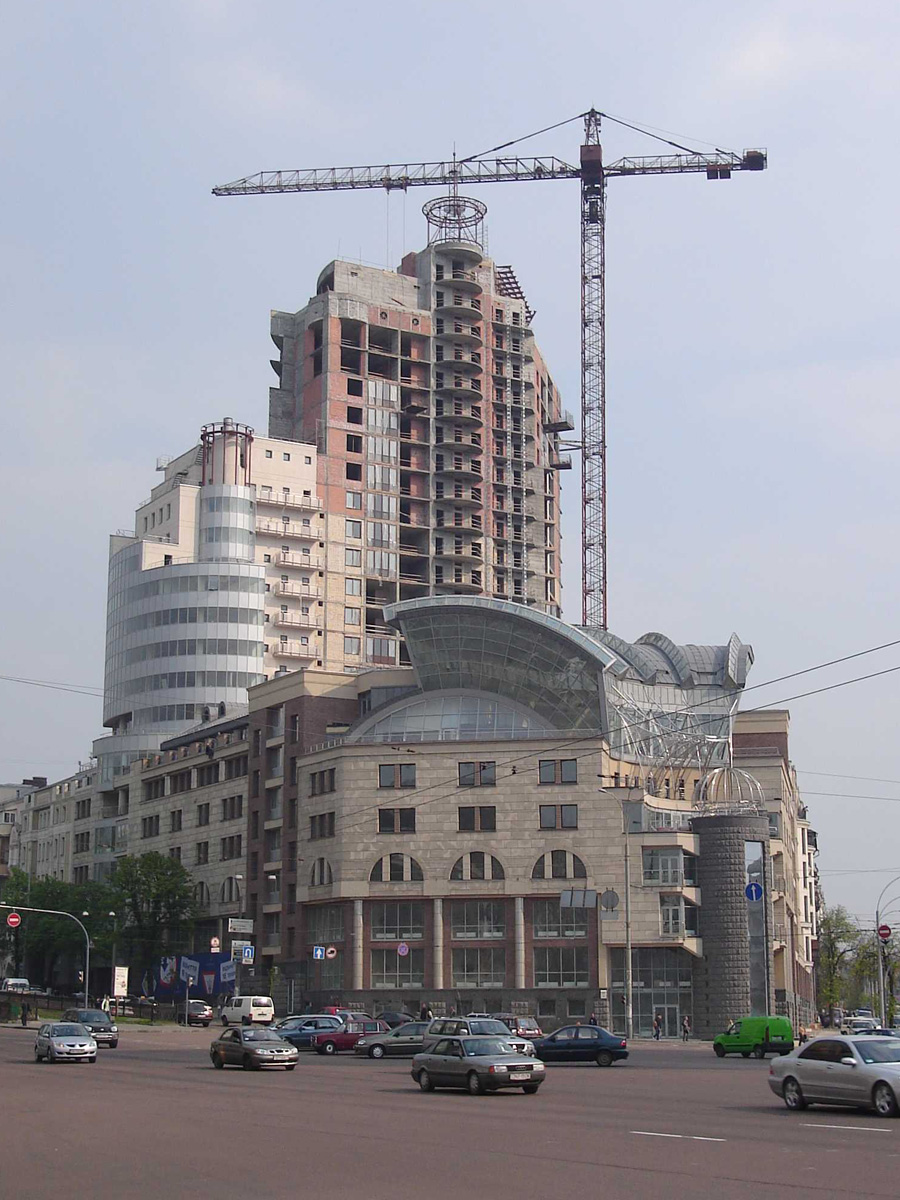
Будівництво комплексу «Європа Плаза» в Києві, 2006 р.

## Відзнаки
- Заслужений архітектор України (2008)[1].
- Лауреат Державної премії України в галузі архітектури (2000, у колективі авторів житлового будинку по Бехтеревському провулку, 14 в Києві[2]).
- Лауреат Державної премії України в галузі архітектури (2006, у колективі авторів фізкультурно-спортивного комплексу у м. Южний[3],  — співавтори Гудименко Анатолій Олександрович, Дощенко Анатолій Олександрович, Юн Анатолій Інокентійович (архітектори), Лебедич Ігор Миколайович (інженер-будівельник), Горбатко Валерій Степанович (директор ВАТ «Одеський припортовий завод»)).